# Stenodactylus doriae
Stenodactylus doriae (короткопалий гекон близькосхідний) — вид геконоподібних ящірок родини геконових (Gekkonidae). Мешкає в Західній Азії. Вид названий на честь італійського натураліста Джакомо Доріа.

## Опис
Stenodactylus doriae — гекони середнього розміру, довжина яких (без врахування хвоста) становить 83 мм. Вони мають великі очі, прикриті великими лусками, які захищають очі від потрапляння в них піску.

## Поширення і екологія
Близькосхідні короткопалі гекони поширені на південному заході Ізраїлю, на півдні і сході Йорданії, на більшій частині Аравійського півострова, в Іраці та на південному заході Ірану. Вони живуть в піщаних пустелях, на покритих невисокою рослинністю ділянках між дюнами. Зустрічаються на висоті до 1000 м над рівнем моря. Самиці відкладають 1-2 яйця.